# Котёл Стерлинга

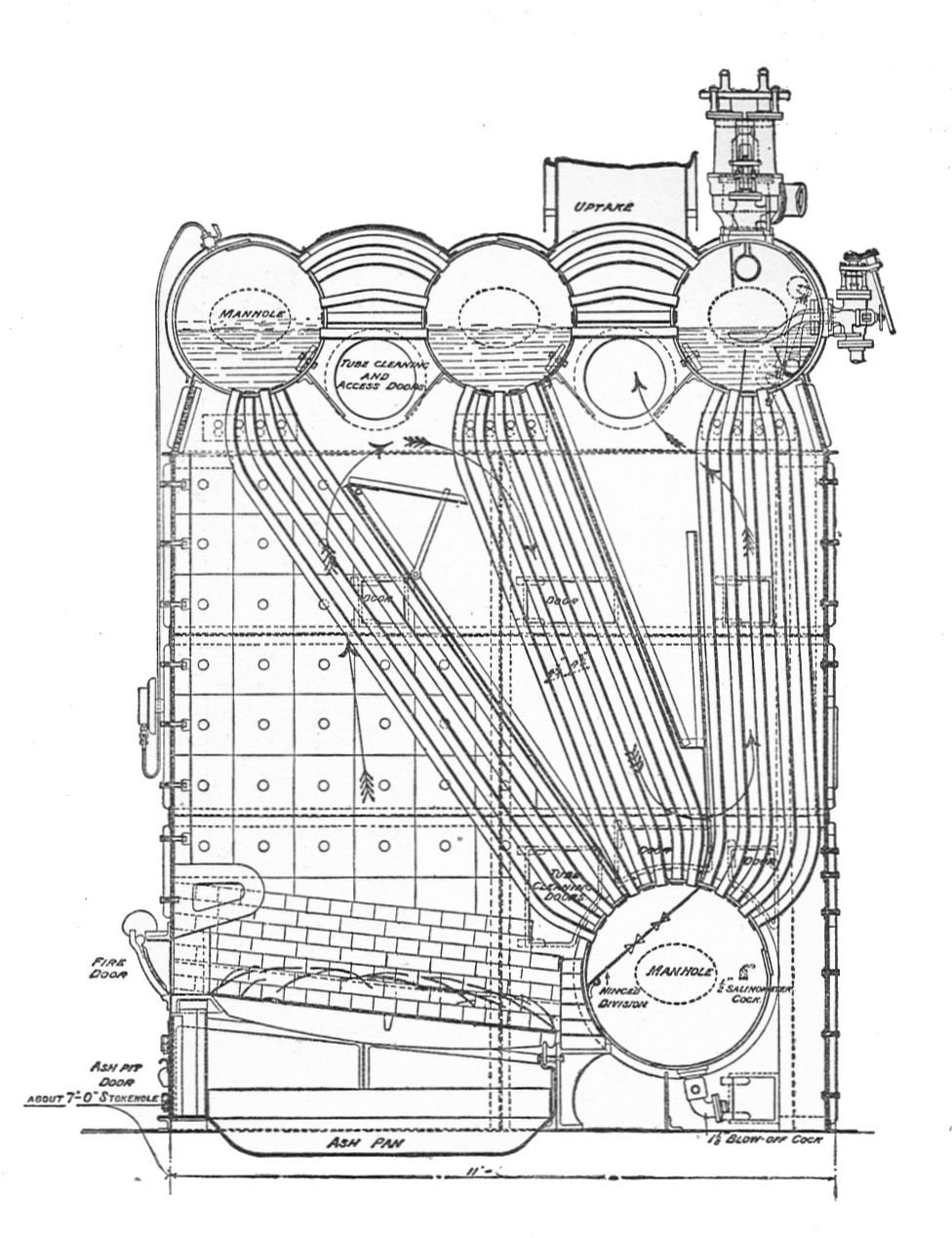
Типичный четырёхбарабанный котёл (поперечное сечение)

Котёл Стерлинга (англ. Stirling boiler) — ранняя конструкция водотрубного котла для получения пара в больших стационарных установках. Широко использовался на рубеже XIX—XX веков, но ныне[когда?] применяется редко[прояснить].

## Конструкция

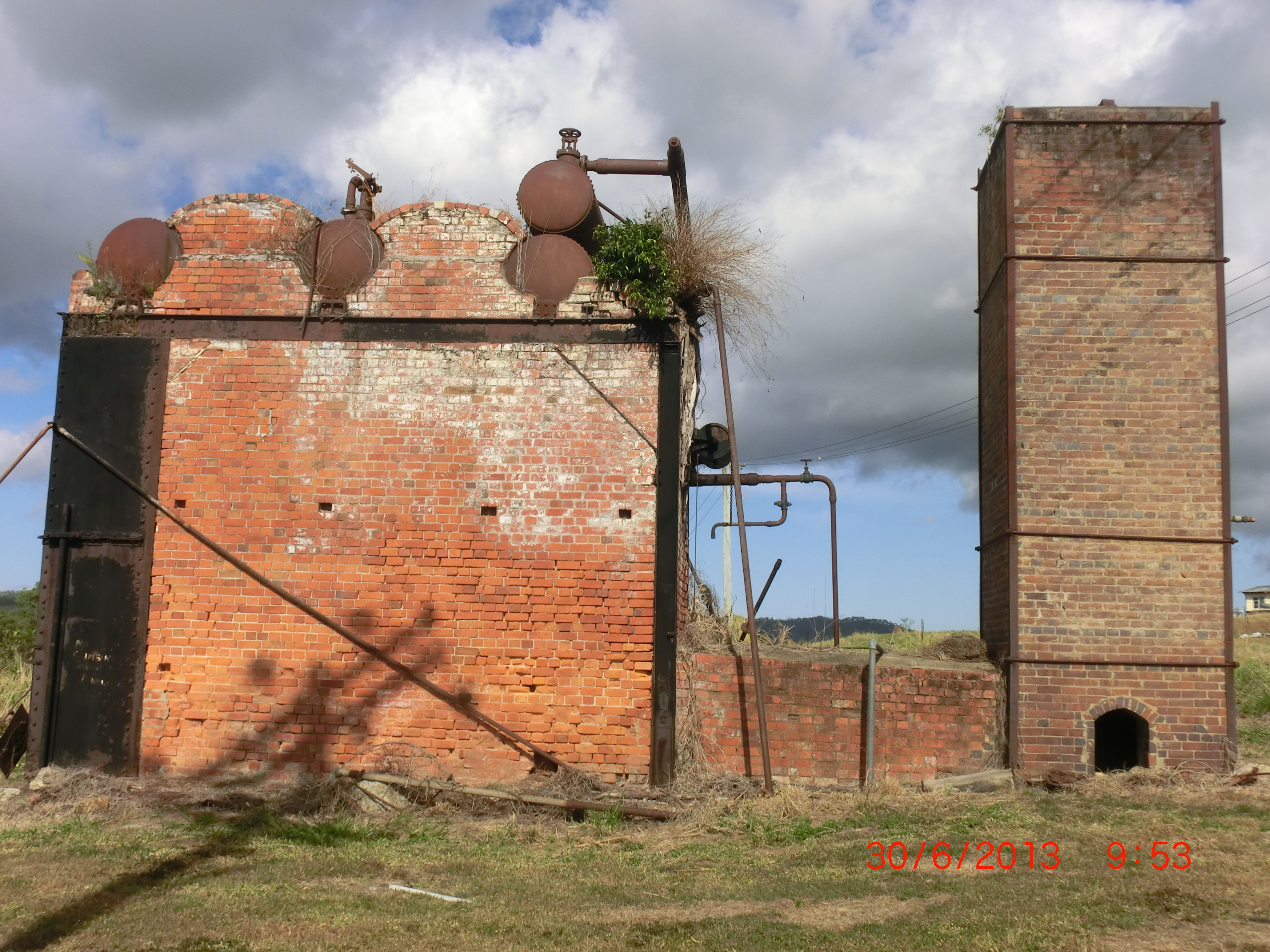
Котёл Стерлинга в Квинсленде, Австралия. Топился отходами сахарного тростника. Справа — дымовая труба.

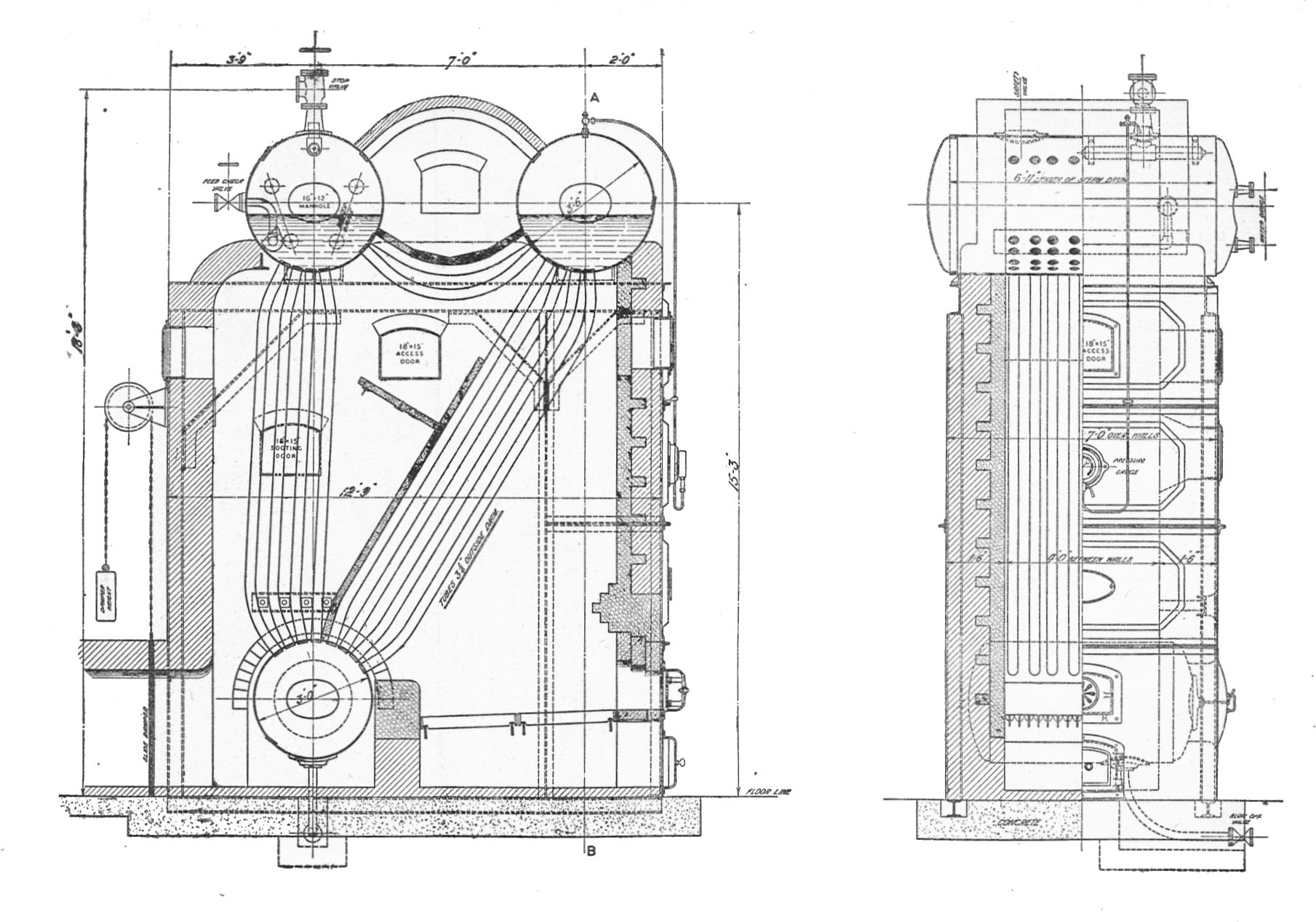
Небольшой трёхбарабанный котёл, топка справа

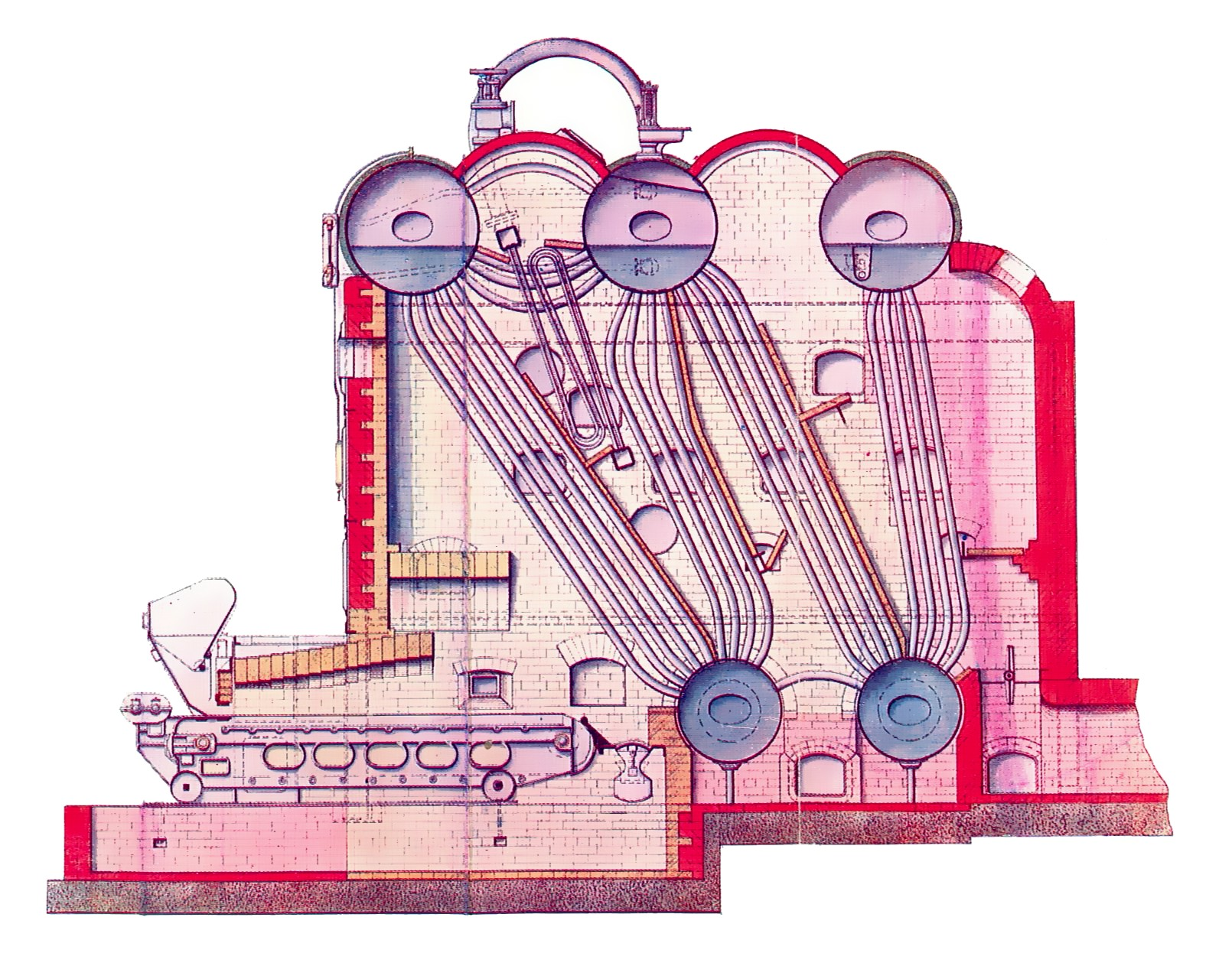
Пятибарабанный котёл Стирлинга (поперечное сечение) с цепным автоподатчиком угля (слева).

Котлы Стерлинга — крупногабаритные водотрубные котлы, пригодные для стационарных установок, но неприменимые в подвижных, за исключением крупных судов с силовой установкой относительно невысокой мощности. Котёл состоит из кирпичной камеры, в которой горячие газы движутся волнообразно, проходя среди многочисленных водяных труб, которые соединяют несколько барабанов.
Система Стерлинга среди водотрубных котлов считается старой, «широкотрубной», с диаметром труб около 3¼ дюймов (83 мм). Трубы располагаются почти вертикально между несколькими горизонтально расположенными паровыми (сверху) и водяными (снизу) барабанами. По количеству барабанов котлы Стерлинга разделяются на:
- V-образные трёхбарабанные, используются в маломощных установках и в качестве котлов-утилизаторов побочного тепла различных технических процессов;
- B-образные четырёхбарабанные, наиболее широко распространённые, сбалансированные по соотношению эффективности, мощности и стоимости[2], и
- W-образные пятибарабанные конструкции, наиболее мощные и эффективные, используются на больших установках или при необходимости получить как можно больше пара при дефиците топлива.

Количество групп труб, таким образом, на единицу меньше числа барабанов — 2, 3 и 4 соответственно.
Поток горячих газов из камеры сгорания проходит по очереди через каждую группу труб, причём стенки из огнеупорных кирпичей направляют поток газа в каждой группе сначала вверх, а потом вниз. Необычно, что газы движутся вдоль труб, а не поперёк.
Циркуляция воды, как вверх, так и вниз, происходит сквозь нагревательные трубы, поэтому отдельной опускной трубы не требуется. Паровые барабаны (а в пятибарабанных конструкциях и водяные) соединены отрезками горизонтальных труб для циркуляции.
Трубы используются стальные бесшовные, прямые с незначительно изогнутыми концами. Корпус котла кирпичный, но паровые барабаны опираются на него через отдельную раму, чтобы позволить металлу свободно расширяться при нагревании. Водяные барабаны висят на нагревательных трубах, их изогнутые концы входят в барабаны по радиусу, что не только упрощает их крепление и герметизацию, но и также, по представлениям того времени, позволяет системе расширяться.
Котлы Стерлинга могут быть весьма больших размеров, причём обычно сохраняют высоту и просто наращивают по необходимости их ширину.

### Пароперегреватель
Котёл оснащался пароперегревателем в виде змеевика в верхней части между первыми двумя паровыми барабанами, перегородки направляют горячие газы прежде всего в перегреватель.

### Топлива
Котёл может использовать самые разные виды топлива, хотя изначально был сконструирован под отопление углем. Возможно сжигание дров и разных органических остатков, причём большая площадь колосниковой решётки допускает весьма низкокачественное топливо. При необходимости, устанавливается автоматический цепной податчик.
Трёхбарабанная конструкция используется также как котёл-утилизатор тепла горячих газов сталелитейного и других производств.

### Циркуляция
Уровень воды поддерживается так, чтобы паровые барабаны были наполнены до середины, и трубы работали «захлебнувшись», верхними концами под водой. Поскольку продукты сгорания проходят через каждую группу труб по очереди, последние группы обогреваются газами значительно меньшей температуры, из-за чего термосифонная циркуляция в котле Стерлинга весьма эффективна, особенно в первых, более горячих кругах. В первой группе вода поднимается, а в последних — опускается. Круг замыкается трубами, соединяющими верхние барабаны.
В B-образных (четырёхбарабанных) котлах в средней группе могут образовываться как восходящий, так и нисходящий потоки из двух малых кругов циркуляции.

### Питание
Питательная вода подаётся в последний паровой барабан и самостоятельно распределяется в котле, опускаясь по задней группе труб в последний водяной барабан. Осадки (обычно называемые шламами), таким образом, задерживаются в последнем водяном барабане (который нередко и называют шламовым), и не попадают в самые горячие трубы, отчего в них образуется меньше накипи, затрудняющей теплообмен и вообще вредящей котлу.

## Морские котлы Стерлинга
Четырёхбарабанные котлы Стерлинга использовались в силовых установках крупных морских судов. При этом кирпичный корпус котла заменялся стальным, футерованным огнеупорным кирпичом, диаметр труб уменьшают до 2 дюйма (50,8 мм)—21⁄2 дюйма (63,5 мм), а для того, чтобы избежать нарушения циркуляции в котле при качке, барабаны располагают поперёк корпуса судна и снабжают внутренними перегородками.

## Преимущества
Основных преимуществ котла Стерлинга три:
- Многократная циркуляция воды сквозь множество труб делает КПД котла довольно высоким[1].
- Размеры колосниковой решётки практически не зависят от размеров водотрубной системы, что позволяет легко увеличивать её площадь для сжигания низкокачественных видов топлива. Там, где производственный процесс требует пара и даёт горючие отходы, котёл Стерлинга оказывается весьма полезен. Например, на сахарном производстве в них утилизируют багассу (отходы сахарного тростника), в бумажном — древесную кору, до Второй мировой войны в котлах Стерлинга сжигали бытовой мусор для производства электроэнергии, но позднее ужесточившиеся нормативы на содержание вредных веществ в выбросах сделали это невозможным.
- Наконец, полная доступность всех частей котла делает его обслуживание и ремонт весьма лёгкими. Можно заменить любую трубу, не трогая остальных[2].

## Недостатки
- Низкая мощность относительно котлов того же размера, но других систем[2].
- Большой диаметр труб не позволяет работать при больших давлениях[2]. Рабочее давление 150 фунт-сил/кв. дюйм (10 кгс/см²) достаточно для компаундной паровой машины, но для турбин мало.
- Низкая температура пароперегревателя, поскольку котёл рассчитан на высокий КПД водотрубной системы[2]. Когда техника от поршневых паровых машин шагнула к турбинам, это стало значимым недостатком.